# Jody Alderson
Joan „Jody” Alderson, po mężu Joan Braskamp (ur. 5 marca 1935 w Chicago, zm. 14 lutego 2021 w Stuart) – amerykańska pływaczka. Brązowa medalistka olimpijska z Helsinek.

## Kariera sportowa
Zawody w 1952 były jej jedynymi igrzyskami olimpijskimi. Zajęła trzecie miejsce w sztafecie w stylu dowolnym. Partnerowały jej Jackie LaVine, Marilee Stepan i Evelyn Kawamoto. Indywidualnie była piąta na dystansie 100 metrów stylem dowolnym